# St. Bernward (Eddesse)

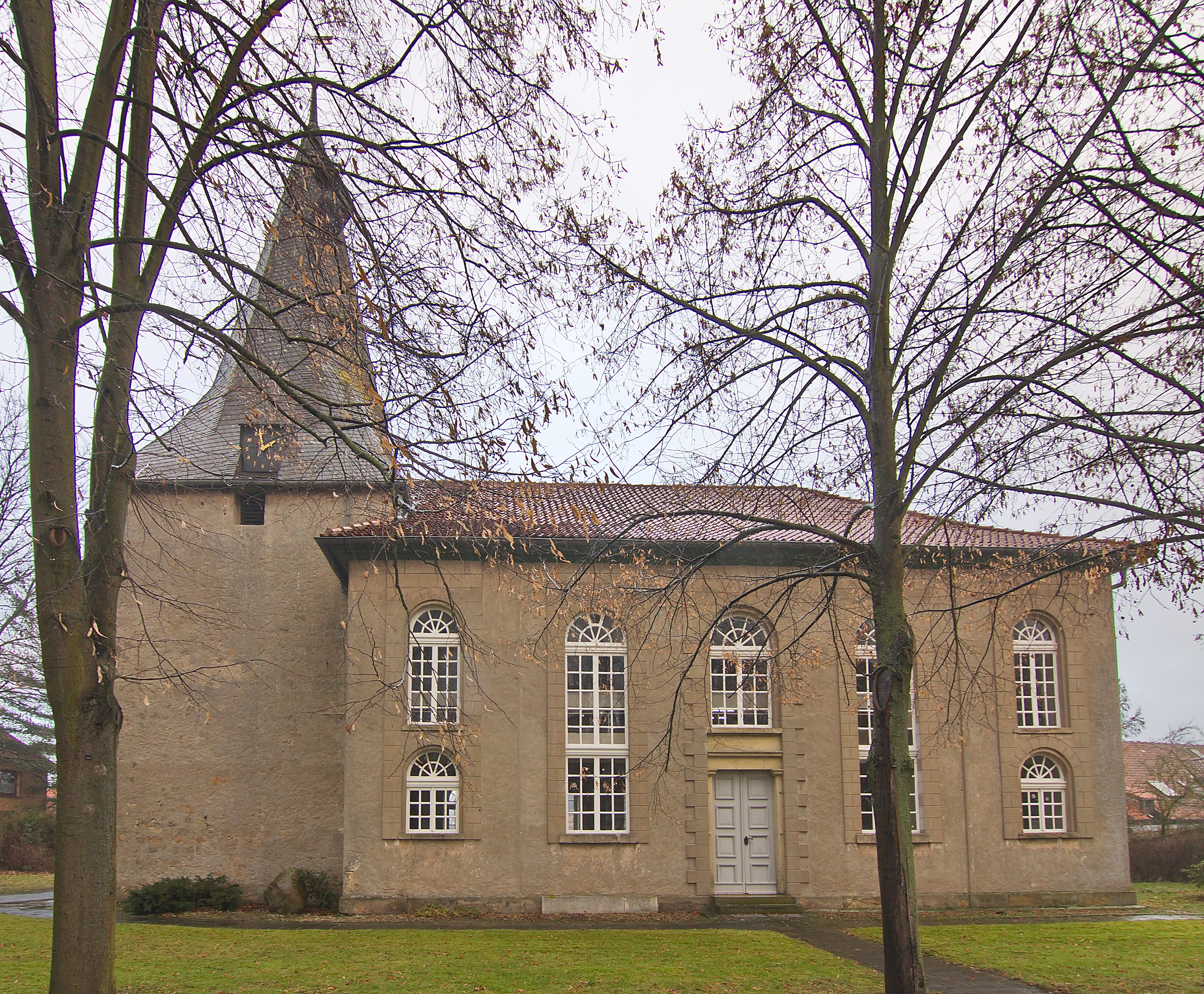
Südseite der St.-Bernward-Kirche

Die evangelisch-lutherische Kirche St. Bernward befindet sich im Ortsteil Eddesse in Edemissen. Sie liegt inmitten des Dorfes an der Dollberger Straße.

## Geschichte
Die Kirche wurde 1838 an Stelle einer älteren baufälligen Kirche in massiver Bauweise mit Feldsteinen erbaut und 1839 eingeweiht. Die Pläne stammen von dem Konsistorialbaumeister Friedrich August Ludwig Hellner. Der westlich stehende Turm ist erheblich älter, er stammt vermutlich aus dem 14. Jahrhundert. Die Kirche ist eine der wenigen evangelischen Kirchen, die den Namen Bernwards, des Bischofs von Hildesheim, tragen. Die Herkunft des Patroziniums ist unklar.

## Gestaltung
Das Kirchengebäude ist ein rechteckiger Saalbau mit einem flachen nach Osten abgewalmten Dach, es ist mit Ziegeln belegt. Das Gebäude ist deutlich breiter als der Turm. Es gibt auf Nord- und Südseite fünf Fensterachsen. Die äußeren Fensterachsen sind jeweils zwei übereinanderliegende rundbogige Fenster, die inneren Fenster zweigeschossig mit Mittelbalken. Das mittlere Fenster der Südseite ist verkürzt, darunter befindet sich eine Tür. Die Wände aus Bruchstein sind verputzt. An der Nordseite ist der Putz glatt, auf der Südseite, der zur Straße gelegenen Seite, haben die Fenster einen Rahmen in Putzquadertechnik.
Im Innern gibt es eine umlaufende Empore  mit acht hölzernen Säulen mit dorischen Dekor, die sechs seitlichen setzen sich zur Decke fort und tragen das Gebälk der muldenförmigen  Decke  über dem Schiff, dessen umlaufender Fries  mit einem Palmetten-Lotos-Ornament bemalt ist. Die Decke über den Seitenemporen ist flach. Die Ostwand ist als Kanzelaltar ausgeführt, mit einer von zwei Säulen gerahmten  Kanzel in der Emporenbrüstung über dem Altar. Der Altar ist von einer Scherwand mit zwei seitlichen Türen gerahmt.  Hinter der Kanzel befindet sich seit 1987 ein großflächiges Gemälde des Malers Hans Nowak aus Voigtholz. Es stellt Szenen der Bergpredigt dar. Es ersetzte ein älteres auf Putz gemaltes Bild. Der Zugang zur Empore erfolgt im Turm und zur abgegrenzten Ostempore hinter der Altarwand.

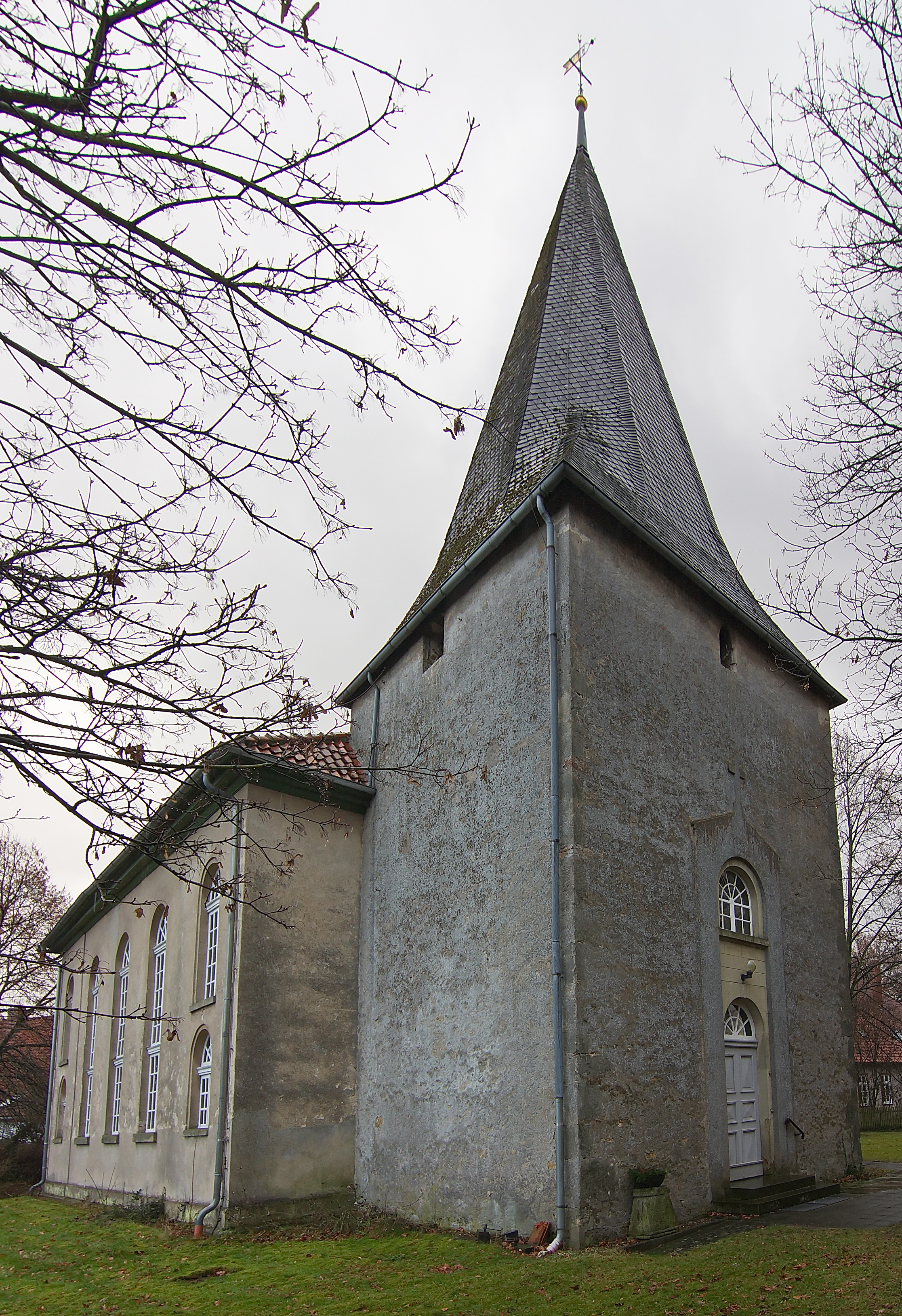
Turm mit Nordseite

Beim Neubau der Kirche wurde im Turm ein westseitiger Eingang mit einem darüberliegenden Rundbogenfenster eingefügt. Ansonsten gibt es im Turm nur drei nachträglich eingebrochene Schallöffnungen unter der Traufe. Der achteckige Pyramidenhelm ist mit Schindeln gedeckt. Die Dicke der Mauern beträgt an der Basis mehr als einen Meter.
Im Dach des Turmes ist auf der Südseite das Zifferblatt einer Uhr angebracht. Die erste Uhr wurde etwa 1600 angebracht, die heutige Uhr stammt aus dem Jahr 1914.

## Orgel
Die Orgel auf der Westempore wurde 1959 von dem Orgelbauer Friedrich Weißenborn erbaut. Vier Register stammen aus der Vorgängerorgel von 1858, die von dem Orgelbauer Eduard Meyer aus Hannover gebaut worden war. Das Schleifladen-Instrument hat 14 Register auf zwei Manualen und  Pedal. Die Spiel- und Registertrakturen sind mechanisch.
| I Hauptwerk C–f3 |            |       |        |
| 1.               | Rohrflöte  | 08′   |        |
| 2.               | Prinzipal  | 04′   |        |
| 3.               | Spitzflöte | 04′   | (1858) |
| 4.               | Oktav      | 02′   | (1858) |
| 5.               | Mixtur IV  | 1 ⁄3′ |        |

| II Oberwerk C–f3 |              |     |
| 6.               | Gedackt      | 08′ |
| 7.               | Gedacktflöte | 04′ |
| 8.               | Schwiegel    | 02′ |
| 9.               | Sifflöte     | 01′ |
| 10.              | Terzian II   |     |

| Pedal C–f1 |                 |     |        |
| 11.        | Subbass         | 16′ |        |
| 12.        | Prinzipalbass   | 08′ |        |
| 13.        | Oktave          | 04′ | (1858) |
| 14.        | Rauschpfeife II |     | (1858) |

- Koppeln: II/I, I/P, II/P.

## Glocken
Im Turm hängen drei Läuteglocken und außen am Turmhelm zur Südostseite eine Schlagglocke. Die älteste Läuteglocke mit dem Ton g’ wurde 1514 von Harmen Koster aus Hildesheim gegossen. 1738 wurde eine neue Öse für den Klöppel eingezogen. 2017 wurde die Glocke erneut repariert und mit einer neuen Krone versehen. Die beiden kleineren Läuteglocken stammen aus den 1960er Jahren. Die Schlagglocke wurde 1511 gegossen. 

## Vorgängerbauten
Der Vorgängerbau stammte wahrscheinlich  aus der Zeit des Turmbaus im 14. Jahrhundert. Das Kirchenschiff war etwa 12 Meter lang, 6 Meter breit (und damit schmaler als der Kirchturm) und 4,5 Meter hoch. Der Eingang erfolgte von der Südseite durch ein rundbogiges Portal. Vor der Tür war noch ein Anbau, der auch als Leichenkammer diente. Der Zugang zum Turm erfolgte vom Kirchenschiff aus. Die Ecken des Gebäudes hatten eine Quaderung. Die Wände bestanden aus Bruchsteinen.